# Epischausia
Epischausia é um gênero de traça pertencente à família Arctiidae.